# Torit (hrabstwo)
Torit (ang. Torit County) - jednostka podziału terytorialnego w Sudanie Południowym. Według spisu powszechnego z 2008 r. liczba mieszkańców wynosi 99 740. Siedzibą administracji hrabstwa jest miasto Torit. 
Do 2015 leżała w stanie Ekwatoria Wschodnia, po reformie z roku 2015 leży w stanie Imatong.